# Powfu (репер)
Ісая Фабер (англ. Isaiah Faber, нар. 31 березня 1999 року) — професійно відомий як Powfu — канадський співак, репер, автор пісень та музичний продюсер. Він син Дейва Фабера з групи Faber Drive. Набув популярності після випуску свого першого синглу «Death Bed (Coffee for Your Head)», який досяг 23-го місця у чарті Billboard Hot 100.
Після кількох років вивчення та внеску в хіп-хоп lo-fi сцену на YouTube, автор пісень і виконавець Powfu вийшов з маленького містечка за межами Ванкувера і зарекомендував себе як важливий гравець у розповсюдженні жанру lo-fi в мейнстрім у всьому світі.

## Ранні роки
21-річний виконавець Ісайя Фабер виріс у музичній родині і почав записувати та випускати музику в підвалі свого будинку ще в середній школі. Після визначення свого стилю, Powfu постійно випускав нові треки протягом наступних 3 років і почав залучати мільйони потоків на різних платформах. Протягом своєї подорожі він спілкувався та співпрацював з багатьма іншими виконавцями lo-fi, які розвиваються, такими як Rxseboy, Guardin та Snøw, створивши вражаючий каталог з понад 60 треками на SoundCloud, які переходять між chill-lo-fi та хайп-панк. Його звучання та поєднання жанрів походить від його любові до таких різноманітних виконавців, як Yellowcard, Blink-182, G-Eazy та Madeinyo.

## Кар'єра
На початку 2019 року Powfu переглядав ритми на SoundCloud і виявив біт від Otterpop, у якому брала участь філіппінсько-британська співачка/авторка пісень Beabadoobee. Він записав реп для пісні, взявши на себе точку зору людини на смертному одрі, яка хотіла би проводити більше часу з тим, кого любить. Powfu заклав особистий відтінок, об'єднавши цю сюжетну лінію з тим, що він відчував би, якби був на цьому місці, з його поточними стосунками.
"I was watching a lot of romantic movies at the time that were inspiring me to write about deep, romantic stuff. When I write songs, I usually come up with a story first in my head of what I want to write about. The film ‘The Notebook’ was probably the main inspiration for the song, to be honest. It just got me in the feels, and I just started writing down everything I was feeling."

«У той час я дивився багато романтичних фільмів, які надихали мене писати про глибокі, романтичні речі. Коли я пишу пісні, я зазвичай спочатку вигадую у своїй голові історію того, про що я хочу написати. Фільм «Щоденник пам’яті», ймовірно, був головним джерелом натхнення для пісні, якщо чесно. Він просто змусив мене відчути, і я почав записувати все, що відчував.»
У лютому 2020 року він випустив пісню «Death Bed (Coffee for Your Head)», яка містить семпл з дебютного синглу Beabadoobee «Coffee». Станом на червень 2021 року сингл отримав понад 1 мільярд трансляцій на Spotify і досяг 23-го місця в Billboard Hot 100 після того, як набув популярності через додаток для обміну відео TikTok, де було опубліковано понад чотири мільйони відео з піснею. Після повторного випуску синглу в комерційних цілях через рік Powfu підписав контракт з Columbia Records у США та Robots + Humans у Великобританії. Пісня з'являється на EP Poems of the Past, який вийшов 29 травня 2020 року.
"The 6 songs on this EP are some of my favorites that I’ve ever recorded," says Powfu. "I had a lot of fun experimenting with different features and sounds, and I hope everyone finds their own favorite song on it, whether they like hip-hop, punk, lo-fi or bedroom pop. Some of these songs were written about my own personal past and some are romantic stories I wanted to tell. I hope the fans enjoy it."

«Шість пісень у цьому EP є одними з моїх улюблених, які я коли-небудь записував», — каже Powfu. «Мені було дуже весело експериментувати з різними функціями та звуками, і я сподіваюся, що кожен знайде в ньому свою улюблену пісню, чи то хіп-хоп, панк, lo-fi чи поп-музика. Деякі з цих пісень були написані про моє особисте минуле, а деякі з них — романтичні історії, які я хотів розповісти. Сподіваюся, фанатам це сподобається.»

## Дискографія

### Студійні альбоми
- Some Boring Love Stories Pt. 5 (2020)[8]

### Міні-альбоми
- Some Boring, Love Stories (12 грудня 2018 року)[9]
- Some Boring, Love Stories, Pt. 2 (16 лютого 2019 року)[10]
- Some Boring, Love Stories, Pt. 3 (10 квітня 2019 року)[11]
- Some Boring Love Stories, Pt. 4 (12 листопада 2019 року)[12]
- Poems of the Past (29 травня 2020 року)[13]
- Drinking Under the Streetlights (4 червня 2021 року)[14]

### Сингли

#### Як головний виконавець

##### 2019
- «Letters in December» (with Rxseboy)[15]
- «Dead Eyes» (with Promoting Sounds and Ouse!)[16]
- «Hide in Your Blue Eyes» (with Thomas Reid)[17]

##### 2020
- «Laying on My Porch While We Watch the World End.» (with Rxseboy and Slipfunc)[18]
- «Don't Fall Asleep Yet» (with ENRA)[19]
- «Death Bed (Coffee for Your Head)» (featuring Beabadoobee)
- «I'm Used to It»[20]
- «I'll Come Back to You»[21]
- «Eyes» (with Lilyung & Chrisbeats)[22]
- «17again»[23]
- «Stay4ever» (featuring Mounika.)[24]
- «When the Hospital Was My Home»[25]

##### 2021
- «The Way That You See Me» (with Rxseboy and Sarcastic Sounds featuring Ayleen Valentine)[26]
- «Survivor» (with Known. and Kultargotbounce)[27]
- «The Long Way Home» (with Sarcastic Sounds and Sara Kays)
- «Mario Kart» (with Travis Barker)[28]
- «Losing Sleep» (with Dvbbs)[29]

#### Як запрошений виконавець

##### 2018
- «Feel That Again» Prod. 8rokeboy (Happily Sad featuring Powfu)[30]

##### 2020
- «Eyes Blue Like the Atlantic, Pt. 2» (Sista Prod featuring Alec Benjamin, Rxseboy and Powfu)[31]
- «tell me when you change» (Jay Sek featuring Powfu)[32]

##### 2021
- «how to live» (yaeow featuring Powfu and Sarcastic Sounds)[33]